# Optimaal FM
Radio Optimaal FM was de lokale omroep voor de gemeenten Montferland, Oude IJsselstreek en Doetinchem. De zender richtte zich op de regio met de diverse radioprogramma’s en regionieuws. 
De omroep begon in september 1991 met radio-uitzendingen vanuit Zeddam in de toenmalige gemeente Bergh. Op 21 september 2021 werd de naam aangepast naar REGIO8, de nieuwstak die in 2015 naast de radiozender is opgericht. 